# Myrmarachne lugubris
Myrmarachne lugubris är en spindelart som först beskrevs av Kulczynski 1895.  Myrmarachne lugubris ingår i släktet Myrmarachne och familjen hoppspindlar. Inga underarter finns listade i Catalogue of Life.